# Santibáñez de la Peña
Santibáñez de la Peña és un municipi de la província de Palència, a la comunitat autònoma de Castella i Lleó.

## Pedanies
Aviñante de la Peña, Cornón de la Peña, Las Heras de la Peña, Pino de Viduerna, Tarilonte de la Peña, Velilla de la Peña, Viduerna de la Peña, Villafría de la Peña, Villalbeto de la Peña, Villanueva de Arriba, Villaoliva de la Peña i Villaverde de la Peña

## Demografia
| 1991 | 1996 | 2001 | 2004 |
| ---- | ---- | ---- | ---- |
| 1912 | 1636 | 1434 | 1392 |